# Престонсберг (Кентаки)
Престонсберг (енгл. Prestonsburg) град је у америчкој савезној држави Кентаки.

## Демографија
По попису из 2010. године број становника је 3.255, што је 357 (-9,9%) становника мање него 2000. године.
| Група             | 2000.         | 2010.         |
| Белци             | 3.498 (96,8%) | 3.163 (97,2%) |
| Афроамериканци    | 12 (0,3%)     | 9 (0,3%)      |
| Азијати           | 19 (0,5%)     | 11 (0,3%)     |
| Хиспаноамериканци | 37 (1,0%)     | 40 (1,2%)     |
| Укупно            | 3.612         | 3.255         |